# 象人 (電影)
《象人》（英語：The Elephant Man）是一部1980年美國歷史劇情片，由大卫·林奇執導，尊·赫、安東尼·霍普金斯、安妮·班克罗夫特主演；該電影改編自19世紀英國「象人」約瑟夫·梅里克（Joseph Carey Merrick）的真實故事。

## 演員
- 安東尼·霍普金斯
- 尊·赫
- 安妮·班克罗夫特
- 约翰·吉尔古德
- 溫蒂·希勒
- 弗雷迪·琼斯
- 肯尼·貝克

## 外部連結
- 豆瓣电影上《象人》的資料 （简体中文）
- 開眼電影網上《象人》的資料（繁體中文）
- 互联网电影数据库（IMDb）上《The Elephant Man》的资料（英文）